# Shizuru Fujino
Shizuru Fujino es un personaje de los animes y mangas Mai-HiME y Mai-Otome. En Mai-Otome su nombre es Shizuru Viola.

## Mai-HiME
Shizuru, de 18 años cursa el último curso de la secundaria superior del Fuuka Gakuen, donde también desempeña el cargo de Presidenta del Consejo de Estudiantes. Es conocida por su afición al té, que Haruka Suzuhiro, la Directora del Consejo de Estudiantes, usa como pretexto para llamarla mujer "bubuzuke" (arroz servido con té). Entre Shizuru y Haruka existe cierta rivalidad. 
El carácter de Shizuru es dual. En público se muestra como una mujer de ideas claras, independiente, segura y muy competente en cuanto a sus actos como Presidenta del Consejo de Estudiantes. De carácter agradable y dulce, tiene muchas fanes del propio Fuuka Gakuen de edades comprendidas entre los quince años que la toman como ejemplo a seguir. Pero a lo largo de la serie descubrimos cuales son sus dudas e incertidumbres internas, que la muestran como una mujer especialmente frágil y dependiente. Esta parte de la personalidad de Shizuru sólo se muestra ante Natsuki Kuga, de la cual está profundamente enamorada desde que la conoció a los 15 años de edad.
El Elemento de Shizuru es una lanza de hoja retráctil, que le permite atacar a mucha más distancia que con una lanza convencional, la cual le permite atrapar a sus enemigos atándolos como si fuera un lazo. Su Child es una serpiente metálica de color púrpura llamada Kiyohime. Kiyohime es una serpiente de tres cabezas que lanza ráfagas de aire por la boca. Al igual que el Child de Natsuki, Kiyohime también sufrirá ciertos cambios físicos originados en la determinación que empuja a Shizuru.

## Mai-Otome
En Mai-Otome, Shizuru Viola es el tercero de los Cinco Pilares, la asistente de Natsuki Kruger y su compañera más cercana. También se deduce que son amantes (continuando en cierta manera lo que queda abierto en Mai-Hime) a partir de algunos detalles. Su gema es la Amatista de Sonrisa Hechizante (嬌嫣の紫水晶 Kyouen no Murasakizuishou). 
Respecto a Mai-Hime, Shizuru apenas ha cambiado. Sigue siendo inteligente y segura, con un carácter agradable, algo que queda reforzado gracias a la edad que tiene en la serie. Continua teniendo muchas fanes, entre ellas Tomoe Marguerite, la cual está enamorada de Shizuru, aunque ésta no la corresponde emocionalmente (sobre todo si sobrentendemos la relación amorosa entre Shizuru y Natsuki). 
Durante su época de estudiante en el Garderobe, rivalizaba con Haruka Armitage (en Mai-HiME, Haruka Suzuhiro), rivalidad que perdura a través de los años y que sigue mostrándose a lo largo de la serie. Durante el segundo y último curso de sus estudios en Garderobe, realiza la función de "hermana mayor" de Natsuki Kruger. Los estudios de Garderobe son de dos años: el primer curso, que se realiza para entre las edades 14-15, cuyas alumnas son conocidas como Corales (Coral en singular); y un segundo año, entre las edades 15-16, donde las alumnas son llamadas Perlas (Perla en singular). A todas las Perlas se les asignan una o más Corales para que sean sus "hermanas menores", las cuales ayudan a sus hermanas mayores ordenando su habitación o ayudándola con el aseo. A cambio, estas ayudan a sus hermanas menores con sus estudios o con sus entrenamientos. 
El Elemento de Shizuru es una lanza de hojas dobles retráctiles (una en cada extremo), que usa simultáneamente en sus ataques, desplegando una combinación de series encadenadas.
- Datos: Q7499519